# Aéroport de Kalemie
Pour les articles homonymes, voir FMI (homonymie).
L’aéroport de Kalemie (code IATA : FMI • code OACI : FZRF), aussi appelé aéroport de Kahinda, est un aéroport civil congolais situé dans la ville de Kalemie.

## Situation
| Bandundu Basango Mboliasa Bunia Gbadolite Gemena Goma Ilebo Kalemie Kananga Kikwit Kindu Kinshasa-Ndjili Kinshasa-N'Dolo Kisangani Kolwezi Lodja Lubumbashi Matari Matadi Mbandaka Mbuji Mayi Nioki Tshikapa Tshumbe |

L’aéroport de Kahinda est à 15 km au nord-est du centre de Kalemie, près de la rivière Kahinda, sur le bord du lac Tanganyika à son sud-est, séparé au nord par une zone verte du quartier Tabacongo et de la rivière Rugumba bordant la localité de Rugumba dans le groupement Moni et séparé au sud-est des localités de Kahinda et Kitumbo.

## Compagnie aérienne et destinations
| Compagnies                     | Destinations                                                                      |
| ------------------------------ | --------------------------------------------------------------------------------- |
| Compagnie Africaine d'Aviation | - Beni, - Bunia, - Goma, - Kinshasa-N'djili, - Kongolo, - Lubumbashi, - Mbujimayi |

Edité le 22/10/2023